# Charpentiera
Charpentiera is een geslacht uit de amarantenfamilie (Amaranthaceae). De soorten uit het geslacht komen voor in het centrale deel van het Pacifisch gebied, te weten op Hawaï en op het bij de Australeilanden behorende eiland Tubuai.

## Soorten
- Charpentiera australis Sohmer
- Charpentiera densiflora Sohmer
- Charpentiera elliptica (Hillebr.) A.Heller
- Charpentiera obovata Gaudich.
- Charpentiera ovata Gaudich.
- Charpentiera tomentosa Sohmer

... · 
Achyranthes · 
Aerva ·
Alternanthera ·
Amaranthus (Amarant) · 
Atriplex (Melde) · 
Axyris · 
Bassia (Zoutkruid) · 
Beta (Biet) · 
Blitum (Spiesganzenvoet) · 
Celosia · 
Chenopodium (Ganzenvoet) · 
Corispermum (Vlieszaad) · 
Dysphania · 
Halimione (Zoutmelde) · 
Halocnemum · 
Halothamnus · 
Haloxylon · 
Kochia · 
Krascheninnikovia · 
Polycnemum (Knarkruid) · 
Patellifolia · 
Ptilotus · 
Pupalia ·
Salicornia (Zeekraal) · 
Salsola (Loogkruid) · 
Spinacia · 
Suaeda · 
Traganum · 
...